# Голос Саурона
Голос Саурона (англ. Mouth of Sauron — буквально - Рот Саурона или Уста Саурона) или Глашатай Саурона — персонаж легендариума Джона Р. Р. Толкина, в частности, романа «Властелин Колец», наместник Барад-дура.

## Происхождение
Настоящее имя этого персонажа в легендариуме не упоминается. По версии, изложенной в романе Властелин колец, человек, известный как Голос Саурона, происходил из рода Чёрных нуменорцев и был наместником Барад-дура. Он служил Саурону большую часть своей жизни и даже забыл своё собственное имя. Происходил из Высоких людей (нуменорцев), склонившихся на сторону Саурона.
В легендариуме отмечается, что Голос Саурона «начал служить Тёмной Крепости сразу после того, как она была отстроена вновь». Если понимать это буквально, то ко времени его встречи с Арагорном и Гэндальфом Голос Саурона был в услужении у своего господина около 68 лет.

## Появление в романе «Властелин Колец»
Непосредственно Голос Саурона лишь однажды появляется в романе, представляя посольство Саурона к ополчению Запада перед Моранноном:

…Впереди выступал чёрный конь… огромный и страшный, с мордой, походившей скорее на оскалённый череп, ещё и огнедышащий в придачу. Под стать коню был и всадник, с головы до ног одетый в чёрное. Но это был не Призрак Кольца, а вполне живой человек. Давний Наместник Барад Дура забыл даже своё имя и сам себя называл Голосом Саурона. Рассказывали, что родом он был из Нуменора, из тех Людей, что возлюбили тёмное знание и добровольно подчинились Саурону. Жестокостью он превосходил любого орка.— Толкин Дж. Р. Р. Властелин Колец: Возвращение короля. — Часть 5, глава 10 «Чёрные ворота открылись».
Используя захваченные близ перевала Кирит Унгол вещи Фродо Бэггинса и Сэмуайза Гэмджи как доказательства провала «лазутчика из Шира» (который якобы находится в плену у Саурона), Голос Саурона попытался обмануть ошеломлённых вождей Запада и убедить Арагорна и Гэндальфа сдаться, тем самым позволив Саурону выиграть войну за власть в Средиземье. Но когда Гэндальф, распознав обман, отверг его предложение, Голос Саурона в ярости бежал с переговоров, и вслед за этим все армии Мордора устремились в атаку на ополчение Запада.
О дальнейшей судьбе Голоса Саурона ничего не известно, хотя, скорее всего, он был убит в битве при Моранноне (см. Властелин колец (роман)), поскольку перед сражением Гэндальф предрёк ему скорую смерть.

## Голос Саурона в адаптациях
- Голос Саурона появляется в анимационном мультфильме «Возвращение короля» 1980 года режиссёров Рэнкина и Бэсса, где его озвучивал Дон Мессик. В кадре он появляется в одиночку и на короткое время, не делая никаких упоминаний о пленении Фродо.
- В фильме Питера Джексона «Властелин колец: Возвращение короля» Голос Саурона появляется только в режиссёрской версии (его играет новозеландский актёр Брюс Спенс). При этом на шлеме Голоса Саурона рунами Кирта нанесена фраза lammen gorthaur, то есть в переводе с синдарина — Голос Гортаура (Гортаур — имя Саурона на синдарине). Глашатай выезжает из ворот Мораннона на переговоры с командующими объединенными войсками Гондора и Рохана перед битвой. Он рассказывает о пленении Сауроном Фродо и о тех мучениях, которым подвергся полурослик в руках его хозяина. Разгневанный услышанным, Арагорн подъезжает ближе к глашатаю, и после слов последнего: «Кто это, наследник Исилдура? Чтобы стать королём, нужно больше, чем заново перековать сломанный эльфийский меч», Арагорн, не дожидаясь конца переговоров, отрубает ему голову Андурилом (в театральной версии на это указывает кровь на лезвии меча Арагорна в эпизоде непосредственно перед атакой войск Мордора). Это противоречит событиям Властелин колец (роман), так как в романе Гэндальф даёт ему обещание, что до конца переговоров ни один из членов отряда не причинит ему вреда.
- Голос Саурона появляется также в видеоиграх «Властелин колец: возвращение короля» (производство EA Games) и «Властели́н коле́ц: Поруче́ние Араго́рна» (производство Warner Brothers) в качестве босса, которого игрок обязательно должен победить; в обеих играх он появляется на уровне «The Black Gate» («Чёрные врата»). Кроме того, в играх «Властелин колец: Битва за Средиземье II», «Властелин Колец: Третья Эпоха (GBA)» и «Властелин колец: Противостояние» он появляется в качестве игрового персонажа, также является одним из так называемых «героев» в MOBA игре «Стражи Средиземья».
- В игре «Властелин колец: Битва за Средиземье II», в ходе кампании за Зло, с помощью Голоса Саурона можно обратить Средиземье во тьму.
- Также Голос Саурона появляется как один из играбельных персонажей в Lego The Lord of The Rings.